# Abd al-Aziz bin Talal Al Sa'ud
ʿAbd al-ʿAzīz bin Ṭalāl Āl Saʿūd (in arabo عبد العزيز بن طلال بن عبد العزيز آل سعود‎?; Gedda, 5 settembre 1982) è un principe saudita, membro della famiglia reale Āl Saʿūd.

## Biografia
Abd al-Aziz bin Talal è nato a Gedda il 5 settembre 1982, quinto figlio del principe Talal. Sua madre è Majdah al Sudairi, figlia di Turki bin Khalid al Sudairi, ex presidente della Commissione saudita per i diritti umani e un cugino dei "sette Sudairi". Il principe fa parte di numerose associazioni benefiche.

## Vita personale
Abd al-Aziz è sposato con Sora Al Sa'ud, nipote del defunto re Abd Allah.